# Prva Makedonska Liga 2015/16
Die Prva Makedonska Liga 2015/16 war die 24. Saison der höchsten mazedonischen Spielklasse im Männerfußball. Sie begann am 9. August 2015 und endete am 19. Mai 2016. Titelverteidiger war Vardar Skopje.

## Modus
Die Saison wurde in einem zweistufigen Format durchgeführt. In der regulären Spielzeit trat jede der zehn Mannschaften dreimal gegeneinander an.
Nach 27 Spieltagen spielten die ersten sechs Klubs in einer Einfachrunde um die Meisterschaft, die letzten vier in einer Doppelrunde gegen den Abstieg. Die letzten beiden Klubs stiegen direkt ab, der Drittletzte musste in die Relegation gegen den Dritten der Vtora Liga.

## Mannschaften
| Verein                | Stadt     | Stadion              | Kapazität |
| --------------------- | --------- | -------------------- | --------- |
| FK Bregalnica Štip    | Štip      | Stadtstadion Štip    | 04.000    |
| FK Horizont Turnovo   | Turnovo   | Kukuš-Stadion        | 01.500    |
| FK Metalurg Skopje    | Skopje    | Železarnica-Stadion  | 04.000    |
| FK Mladost Carev Dvor | Resen     | Stadtstadion Resen   | 01.500    |
| Rabotnički Skopje     | Skopje    | Philip-II-Arena      | 36.400    |
| FK Renova Džepčište   | Džepčište | Stadtstadion Tetovo  | 20.000    |
| KF Shkëndija          | Tetovo    | Stadtstadion Tetovo  | 20.000    |
| FK Shkupi             | Skopje    | Čair-Stadion         | 04.500    |
| Sileks Kratovo        | Kratovo   | Stadtstadion Kratovo | 01.800    |
| Vardar Skopje         | Skopje    | Philip-II-Arena      | 36.400    |

## Vorrunde

### Abschlusstabelle
| Pl. | Verein                    | Sp. | S  | U  | N  | Tore    | Diff. | Punkte |
| --- | ------------------------- | --- | -- | -- | -- | ------- | ----- | ------ |
| 1.  | Vardar Skopje (M)         | 27  | 20 | 5  | 2  | 059:150 | +44   | 65     |
| 2.  | KF Shkëndija              | 27  | 19 | 6  | 2  | 062:210 | +41   | 63     |
| 3.  | Sileks Kratovo            | 27  | 11 | 7  | 9  | 032:320 | ±0    | 40     |
| 4.  | FK Shkupi (N)             | 27  | 9  | 11 | 7  | 028:250 | +3    | 38     |
| 5.  | Rabotnički Skopje (P)     | 27  | 8  | 12 | 7  | 032:260 | +6    | 36     |
| 6.  | FK Bregalnica Štip        | 27  | 9  | 6  | 12 | 038:430 | −5    | 33     |
| 7.  | FK Horizont Turnovo       | 27  | 8  | 9  | 10 | 032:420 | −10   | 33     |
| 8.  | FK Renova Džepčište       | 27  | 8  | 7  | 12 | 033:370 | −4    | 31     |
| 9.  | FK Metalurg Skopje        | 27  | 4  | 4  | 19 | 020:480 | −28   | 16     |
| 10. | FK Mladost Carev Dvor (N) | 27  | 5  | 1  | 21 | 018:650 | −47   | 16     |

| (M) | amtierender mazedonischer Meister     |
| (P) | amtierender mazedonischer Pokalsieger |
| (N) | Neuaufsteiger                         |

### Kreuztabelle
| Erste Runde (Runden 1–18) | Erste Runde (Runden 1–18) | Erste Runde (Runden 1–18) | Erste Runde (Runden 1–18) | Erste Runde (Runden 1–18) | Erste Runde (Runden 1–18) | Erste Runde (Runden 1–18) | Erste Runde (Runden 1–18) | Erste Runde (Runden 1–18) | Erste Runde (Runden 1–18) | 2015/16               | Rückrunde (Runden 19–27) | Rückrunde (Runden 19–27) | Rückrunde (Runden 19–27) | Rückrunde (Runden 19–27) | Rückrunde (Runden 19–27) | Rückrunde (Runden 19–27) | Rückrunde (Runden 19–27) | Rückrunde (Runden 19–27) | Rückrunde (Runden 19–27) | Rückrunde (Runden 19–27) |
| ------------------------- | ------------------------- | ------------------------- | ------------------------- | ------------------------- | ------------------------- | ------------------------- | ------------------------- | ------------------------- | ------------------------- | --------------------- | ------------------------ | ------------------------ | ------------------------ | ------------------------ | ------------------------ | ------------------------ | ------------------------ | ------------------------ | ------------------------ | ------------------------ |
| Vardar Skopje             | KF Shkëndija              | Sileks Kratovo            | FK Shkupi                 | Rabotnički Skopje         |                           | FK Horizont Turnovo       | FK Renova Džepčište       | FK Metalurg Skopje        | FK Mladost Carev Dvor     | Verein                | Vardar Skopje            | KF Shkëndija             | Sileks Kratovo           | FK Shkupi                | Rabotnički Skopje        |                          | FK Horizont Turnovo      | FK Renova Džepčište      | FK Metalurg Skopje       | FK Mladost Carev Dvor    |
|                           | 0:0                       | 4:0                       | 2:2                       | 2:1                       | 3:1                       | 5:1                       | 2:0                       | 1:0                       | 6:0                       | Vardar Skopje         |                          | 1:1                      | –                        | –                        | 1:0                      | 4:0                      | –                        | 4:1                      | 2:1                      | –                        |
| 1:3                       |                           | 3:1                       | 4:1                       | 1:1                       | 5:1                       | 2:2                       | 3:1                       | 2:0                       | 3:1                       | KF Shkëndija          | –                        |                          | 3:1                      | 3:1                      | –                        | –                        | 2:0                      | 3:1                      | –                        | 2:0                      |
| 0:3                       | 1:0                       |                           | 1:0                       | 0:0                       | 1:0                       | 1:1                       | 1:0                       | 3:1                       | 3:0                       | Sileks Kratovo        | 3:2                      | –                        |                          | –                        | 0:0                      | 2:2                      | –                        | 1:0                      | 3:0                      | –                        |
| 0:3                       | 0:2                       | 0:0                       |                           | 1:1                       | 0:0                       | 1:1                       | 3:0                       | 0:0                       | 5:0                       | FK Shkupi             | 0:1                      | –                        | 1:0                      |                          | 2:2                      | –                        | –                        | 1:0                      | 1:0                      | –                        |
| 1:1                       | 1:1                       | 2:0                       | 1:1                       |                           | 0:0                       | 4:2                       | 1:1                       | 2:0                       | 2:0                       | Rabotnički Skopje     | –                        | 0:1                      | –                        | 1:1                      |                          | –                        | 2:0                      | 0:0                      | –                        | 2:1                      |
| 0:2                       | 1:2                       | 1:1                       | 1:2                       | 1:0                       |                           | 3:0                       | 3:2                       | 0:2                       | 2:3                       | FK Bregalnica Štip    | –                        | 0:3                      | –                        | –                        | 2:1                      |                          | 2:0                      | –                        | 4:1                      | –                        |
| 2:1                       | 0:3                       | 0:0                       | 0:0                       | 2:2                       | 2:0                       |                           | 4:0                       | 1:1                       | 1:0                       | FK Horizont Turnovo   | 0:1                      | –                        | 2:1                      | 1:0                      | -                        | -                        |                          | –                        | –                        | 3:1                      |
| 0:0                       | 0:0                       | 2:1                       | 1:1                       | 3:1                       | 1:1                       | 5:2                       |                           | 2:0                       | 1:0                       | FK Renova Džepčište   | –                        | –                        | –                        | –                        | –                        | 3:0                      | 1:1                      |                          | 4:1                      | 3:0                      |
| 0:1                       | 0:3                       | 1:3                       | 0:1                       | 0:0                       | 0:3                       | 2:2                       | 1:0                       |                           | 1:2                       | FK Metalurg Skopje    | –                        | 0:4                      | –                        | –                        | 1:2                      | –                        | 0:1                      | –                        |                          | 2:0                      |
| 0:1                       | 1:1                       | 3:1                       | 0:2                       | 0:3                       | 1:4                       | 2:1                       | 2:1                       | 1:5                       |                           | FK Mladost Carev Dvor | 0:3                      | –                        | 0:1                      | 0:1                      | –                        | 0:5                      | –                        | –                        | –                        |                          |

## Endrunde

### Meisterrunde
Die Ergebnisse aus der Vorrunde wurden mit eingerechnet
| Pl. | Verein                | Sp. | S  | U  | N  | Tore    | Diff. | Punkte |
| --- | --------------------- | --- | -- | -- | -- | ------- | ----- | ------ |
| 1.  | Vardar Skopje (M)     | 32  | 25 | 5  | 2  | 067:170 | +50   | 80     |
| 2.  | KF Shkëndija          | 32  | 23 | 6  | 3  | 074:240 | +50   | 75     |
| 3.  | Sileks Kratovo        | 32  | 12 | 8  | 12 | 035:400 | −5    | 44     |
| 4.  | Rabotnički Skopje (P) | 32  | 10 | 13 | 9  | 036:300 | +6    | 43     |
| 5.  | FK Bregalnica Štip    | 32  | 10 | 8  | 14 | 042:490 | −7    | 38     |
| 6.  | FK Shkupi (N)         | 32  | 9  | 11 | 12 | 029:340 | −5    | 38     |

| (M) | amtierender mazedonischer Meister     |
| (P) | amtierender mazedonischer Pokalsieger |
| (N) | Neuaufsteiger                         |

#### Kreuztabelle
| Meisterrunde       | Vardar Skopje | KF Shkëndija | Sileks Kratovo | Rabotnički Skopje |     | FK Shkupi |
| Vardar Skopje      |               | 1:0          | –              | –                 | 2:1 | 2:0       |
| KF Shkëndija       | –             |              | 3:0            | 3:1               | 3:0 | –         |
| Sileks Kratovo     | 1:2           | –            |                | –                 | 1:1 | 1:0       |
| Rabotnički Skopje  | 0:1           | –            | 2:0            |                   | –   | –         |
| FK Bregalnica Štip | –             | 2:0          | –              | 0:0               |     | –         |
| FK Shkupi          | –             | 1:3          | –              | 0:1               | –   |           |

### Abstiegsrunde
Die Ergebnisse aus der Vorrunde wurden mit eingerechnet
| Pl. | Verein                    | Sp. | S  | U  | N  | Tore    | Diff. | Punkte |
| --- | ------------------------- | --- | -- | -- | -- | ------- | ----- | ------ |
| 7.  | FK Renova Džepčište       | 33  | 13 | 8  | 12 | 049:420 | +7    | 47     |
| 8.  | FK Horizont Turnovo       | 33  | 12 | 10 | 11 | 045:430 | +2    | 46     |
| 9.  | FK Metalurg Skopje        | 33  | 5  | 4  | 24 | 027:660 | −39   | 19     |
| 10. | FK Mladost Carev Dvor (N) | 33  | 6  | 1  | 26 | 022:810 | −59   | 19     |

| (N) | Neuaufsteiger |

#### Kreuztabelle
| Abstiegsrunde         | FK Renova Džepčište | FK Horizont Turnovo | FK Metalurg Skopje | FK Mladost Carev Dvor |
| FK Renova Džepčište   |                     | 1:0                 | 3:1                | 4:2                   |
| FK Horizont Turnovo   | 0:0                 |                     | 5:0                | 2:0                   |
| FK Metalurg Skopje    | 2:4                 | 0:4                 |                    | 4:0                   |
| FK Mladost Carev Dvor | 0:4                 | 0:2                 | 2:0                |                       |

## Relegation
Der Achte der Abstiegsrunde spielte gegen den Dritten der zweiten Liga um die Qualifikation für die Prva Makedonska Liga 2016/17. Die Spiele fanden am 25. und 29. Mai 2016 statt.
|                     | Gesamt |                    | Hinspiel | Rückspiel |
| ------------------- | ------ | ------------------ | -------- | --------- |
| FK Horizont Turnovo | 1:3    | FK Pelister Bitola | 1:2      | 0:1       |

## Torschützenliste
| Pl. | Name             | Team                | Tore |
| --- | ---------------- | ------------------- | ---- |
| 1.  | Besart Ibraimi   | KF Shkëndija        | 25   |
| 2.  | Sashko Pandev    | FK Horizont Turnovo | 16   |
| 3.  | Bazhe Ilijovski  | Rabotnički Skopje   | 13   |
| 4.  | Ferhan Hasani    | KF Shkëndija        | 12   |
| 5.  | Igor Nedeljković | Sileks Kratovo      | 11   |
| 6.  | Armend Alimi     | KF Shkëndija        | 09   |
| 6.  | Dejan Blazhevski | Vardar Skopje       | 09   |
| 6.  | Marjan Radeski   | KF Shkëndija        | 09   |